# Ак-Тюбе
Ак-Тюбе́ (рус. дореф. Акъ-Тюбе, Акъ-Тюбя; от каз. Ақтөбе — «белый холм») — укрепление (крепость) войсковых частей Российской империи, возле которого возникло поселение, впоследствии превратившееся в крупный город Актобе (в 1891—1999 годах Актюбинск).
В мае 1869 года к междуречью Илека и Хобды был направлен отряд, состоявший из двух рот пехоты, сотни казаков и 14 орудий; отрядом командовал флигель-адъютант граф Юрий Александрович Борх. По настоянию военного губернатора края Льва Баллюзека, который был в отряде, 14 (27) или 15 (28) мая на двух холмах в урочище у слияния рек Илек и Каргалы было заложено укрепление Ак-Тюбе, которое должно было защитить Оренбургскую губернию от набегов казахов Младшего жуза. Были построены площадки для караула, гауптвахта, оружейное хранилище и подвалы для хранения продовольствия и боеприпасов. К укреплению был отведён участок площадью 8,9 тыс. десятин.
Согласно данным Материалов по киргизскому землепользованию собранных в ходе экспедиции Ф.А. Щербины в 1898 – 1899 гг., территория, где впоследствии был основан г. Актюбинск, ранее проживал род Тама. После основания города таминцы поселились в междуречье Дамбара и Алабайтала впадающих в реку Жаксы-Каргалы. Территория, на которой расположилась крепость, контролировалась родом Арынгазиева, которого в своих отчётах Баллюзек охарактеризовал как «неблагонадёжного». После прибытия отряда почти все местные жители откочевали на территорию Уральской области, хотя Баллюзек отмечал их «лояльность», а в числе оставшихся были лишь султаны Арынгазиевы и повстанческий отряд под командованием Айжарыка Бекбауова, который прекратил сопротивление после первого поражения, понесённого им от казаков. Айжарык Бекбауов был убит в марте 1869 года в стычке с отрядом под командованием подполковника Новокрещёнова.
На сегодняшний день на холме, на котором была заложена крепость, можно обнаружить её останки.